# Maja Nowak
Maja Ewa Nowak (ur. 7 lipca 1987 w Nowej Soli) – polska pedagożka, działaczka społeczna i polityczna, posłanka na Sejm X kadencji.

## Życiorys
Absolwentka pedagogiki opiekuńczo-wychowawczej w Państwowej Wyższej Szkole Zawodowej w Głogowie. W 2012 w Wyższej Szkole Humanistycznej TWP w Warszawie uzyskała magisterium z pedagogiki ze specjalnością w zakresie aktywizacji i rozwoju wspólnot lokalnych. Ukończyła też studia podyplomowe z doradztwa zawodowego w Wyższej Szkole Bankowej we Wrocławiu.
Prowadziła własną działalność gospodarczą. Pracowała jako tłumaczka i przewodniczka osób głuchoniewidomych, a także trenerka i egzaminatorka tłumaczy dla tych osób. W 2015 objęła stanowisko prezesa Fundacji Rozwoju Aktywności Lokalnych FALA. Została też członkinią zarządu Stowarzyszenia na rzecz Osób Niepełnosprawnych „Przystań”.
Wstąpiła do Polski 2050 Szymona Hołowni, objęła funkcję sekretarza regionu lubuskiego partii. W wyborach parlamentarnych w 2023 kandydowała do Sejmu z pierwszego miejsca na liście Trzeciej Drogi w okręgu lubuskim. Uzyskała mandat posłanki X kadencji, otrzymując 25 109 głosów. W 2024 z ramienia tej samej koalicji startowała w wyborach do Parlamentu Europejskiego z okręgu nr 13.

## Wyniki w wyborach ogólnopolskich
| Wybory | Komitet wyborczy                | Komitet wyborczy | Organ           | Okręg        | Wynik          |
| ------ | ------------------------------- | ---------------- | --------------- | ------------ | -------------- |
| 2023   |                                 | Trzecia Droga    | Sejm X kadencji | nr 8         | 25 109 (4,86%) |
| 2024   | Parlament Europejski X kadencji | Trzecia Droga    | nr 13           | 7020 (0,92%) |                |

## Życie prywatne
Ma niepełnosprawnego syna Tymona.